# Ciclismo nos Jogos Pan-Americanos de 1951
As competições de ciclismo nos Jogos Pan-Americanos de 1951 foram realizadas no Velódromo Municipal do Parque Tres de Febrero, em Buenos Aires, Argentina.

## Medalhistas

### Pista
Masculino
| Evento                               | Ouro                                                                   | Prata                                                                 | Bronze                                                                  |
| ------------------------------------ | ---------------------------------------------------------------------- | --------------------------------------------------------------------- | ----------------------------------------------------------------------- |
| Corrida individual detalhes          | Antonio Giménez ARG Argentina                                          | Carlos Martínez ARG Argentina                                         | Mario Masanés CHI Chile                                                 |
| Contra o relógio individual detalhes | Clodomiro Cortoni ARG Argentina                                        | Mario Masanés CHI Chile                                               | Jorge Sobrevila ARG Argentina                                           |
| Perseguição australiana detalhes     | Exequiel Ramírez CHI Chile                                             | Alfredo Hersch ARG Argentina                                          | Elvio Giacché ARG Argentina                                             |
| Perseguição individual detalhes      | Jorge Vallmitjana ARG Argentina                                        | Pedro Salas ARG Argentina                                             | Hernán Llerena PER Peru                                                 |
| Perseguição individual detalhes      | Oscar Giacché Rodolfo Caccavo Pedro Salas Alberto García ARG Argentina | Jaime Acevedo Gabriel Miqueles Ermano Robino Alfonso Moreno CHI Chile | Jorge Hinestroza Héctor Alvarado Luis Toro Andoni Ituarte VEN Venezuela |

### Estrada
Masculino
| Evento                                  | Ouro                                                                    | Prata                                                                          | Bronze                                                             |
| --------------------------------------- | ----------------------------------------------------------------------- | ------------------------------------------------------------------------------ | ------------------------------------------------------------------ |
| Corrida em estrada individual detalhes  | Oscar Muleiro ARG Argentina                                             | Óscar Pezoa ARG Argentina                                                      | Humberto Varisco ARG Argentina                                     |
| Contra o relógio detalhes               | Oscar Giacché ARG Argentina                                             | Héctor Rojas CHI Chile                                                         | Rodolfo Caccavo ARG Argentina                                      |
| Corrida em estrada por equipes detalhes | Oscar Muleiro Óscar Pezoa Humberto Varisco Alberto García ARG Argentina | Ricardo García Sergio Sánchez Lara Juventino Cepeda Enrique Jiménez MEX México | Morejón Llerena Oscar Rodríguez Pedro Mathey Sergio Mello PER Peru |

## Quadro de medalhas
| Ordem | País          | Medalha de ouro | Medalha de prata | Medalha de bronze |    |
| ----- | ------------- | --------------- | ---------------- | ----------------- | -- |
| 1     | ARG Argentina | 7               | 4                | 4                 | 15 |
| 2     | CHI Chile     | 1               | 3                | 1                 | 5  |
| 3     | MEX México    |                 | 1                |                   | 1  |
| 4     | PER Peru      |                 |                  | 2                 | 2  |
| 5     | VEN Venezuela |                 |                  | 1                 | 1  |
| TOTAL | TOTAL         | 8               | 8                | 8                 | 24 |